# Semis
Semis este o monedă romană antică. Creată sub Republica Romană, ea valora jumătatea (prefixoidul latin semi semnifică „jumătate”) unui as de bronz. Ea a urmat devalorizările în greutate ale asului și a încetat să mai fie produsă în secolul I. Denumirea de semis a revenit în secolul al IV-lea pentru a desemna o jumătate de solidus de aur, apoi o jumătate de nomisma din Imperiul Roman de Răsărit și apoi bizantină.

## Semis de bronz

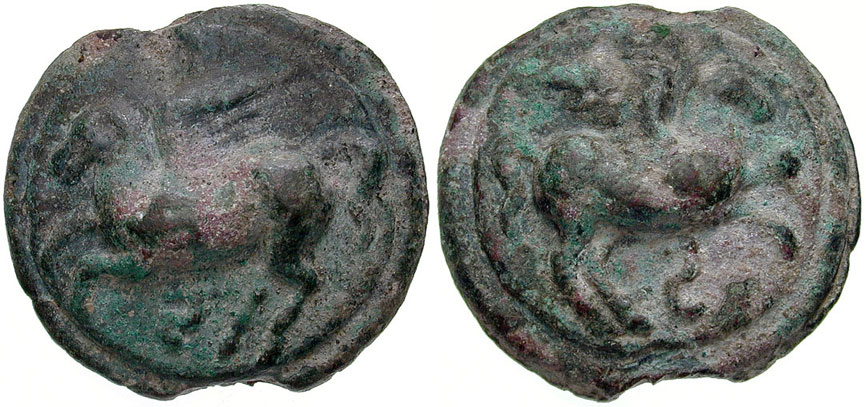
Semis emis prin anul 270 î.Hr.

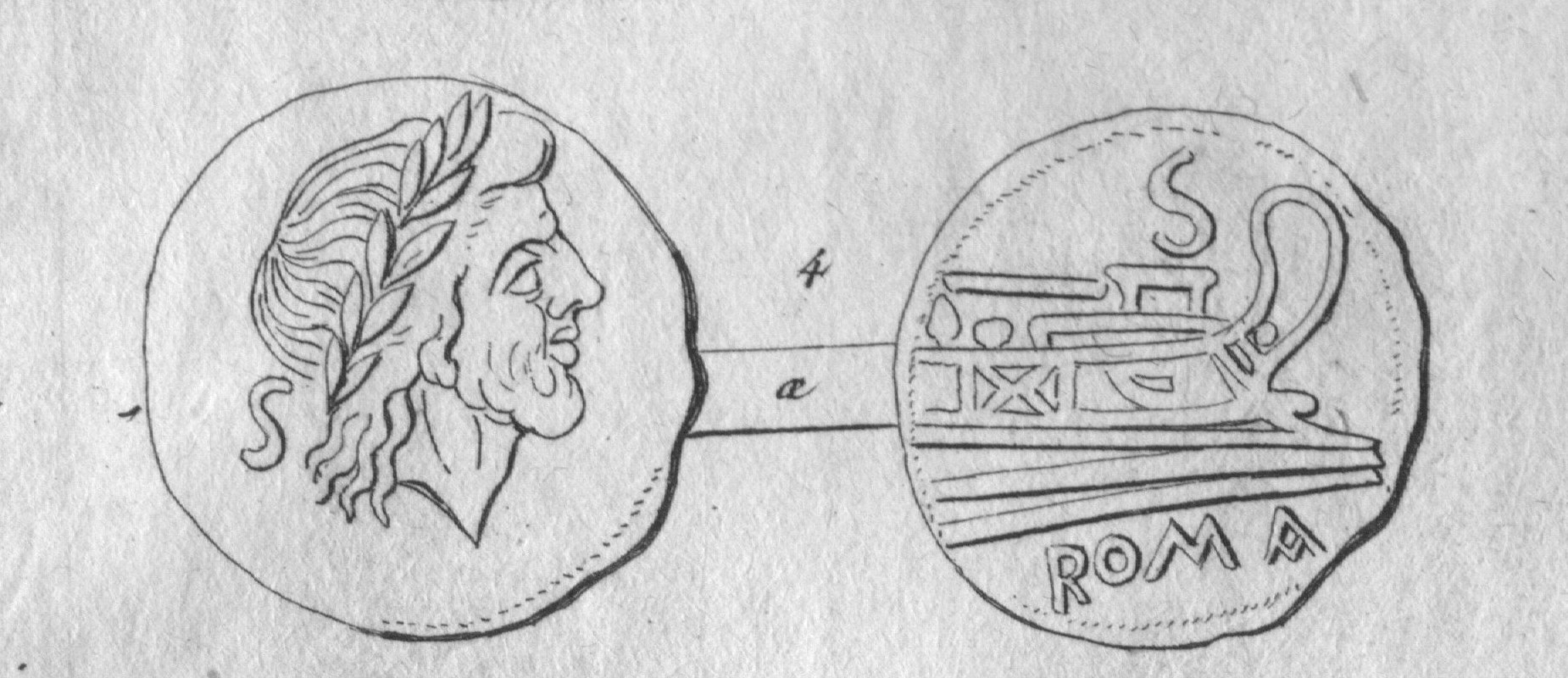
Republica Romana, Semis; avers, Saturn, spre dreapta, S în spate; revers, proră de galeră, jos ROMA, sus S

Emis de atelierul monetar din Roma, în cursul secolului al III-lea î.Hr., semisul a fost o piesă monetară din bronz turnată apoi bătută care valora jumătatea unui as libralis. Asul libralis cântărea o livră romană, adică vreo 320 de grame. Semisul este identificat prin marca S, abreviere a cuvântului semi, pentru o jumătate de livră, sau prin șase puncte, pentru șase uncii, știind că o livră corespundea cu douăsprezece uncii. În jurul anului 250 î.Hr., asul și deci semisul suferă o reducere în greutate, trecând la aproximativ 260 de grame pentru un as, semisul și ceilalți submultipli cunosc o scădere proporțională.
Greutatea asului și a fracțiilor sale, între care semisul, continuă să scadă, în special în timpul celui de-Al Doilea Război Punic, perioadă marcată de inflație și de apariția monedelor de argint (Denar și sesterț) care marginalizează monedele de bronz. În ciuda acestor variații succesive semnificative de greutate, motivele care identifică semisul nu variază cu câteva excepții: Saturn pe avers și prora unei nave pe revers.
În mod sporadic în secolul al II-lea î.Hr., baterea de semisuri la Roma a încetat în anul 82 î.Hr. odată cu închiderea oficinei responsabile cu emiterea monedelor de bronz. Emisiuni pentru uzul local au fost autorizate, în Spania (de exemplu la Atelierul monetar de la Contrebia Belaisca) și în Gallia Narbonensis, conform cu etalonajul roman. În anul 19 î.Hr., reforma monetară a lui Augustus a organizat o ierarhie coerentă a diferitelor specii. Baterea semisului s-a reluat ca monedă măruntă destinată comerțului local. Cuprul a înlocuit bronzul pentru fabricarea sa.

### Echivalențe între monede romane
|                       | Aureus | Quinarius Aureus | Denarius | Quinarius | Sestertius | Dupondius | As  | Semis | Quadrans |
| --------------------- | ------ | ---------------- | -------- | --------- | ---------- | --------- | --- | ----- | -------- |
| Aureus                | 1      | 2                | 25       | 50        | 100        | 200       | 400 | 800   | 1600     |
| Quinarius Aureus      | 1/2    | 1                | 12 1/2   | 25        | 50         | 100       | 200 | 400   | 800      |
| Denarius              | 1/25   | 2/25             | 1        | 2         | 4          | 8         | 16  | 32    | 64       |
| Quinarius (Argenteus) | 1/50   | 1/25             | 1/2      | 1         | 2          | 4         | 8   | 16    | 32       |
| Sestertius            | 1/100  | 1/50             | 1/4      | 1/2       | 1          | 2         | 4   | 8     | 16       |
| Dupondius             | 1/200  | 1/100            | 1/8      | 1/4       | 1/2        | 1         | 2   | 4     | 8        |
| As                    | 1/400  | 1/200            | 1/16     | 1/8       | 1/4        | 1/2       | 1   | 2     | 4        |
| Semis                 | 1/800  | 1/400            | 1/32     | 1/16      | 1/8        | 1/4       | 1/2 | 1     | 2        |
| Quadrans              | 1/1600 | 1/800            | 1/64     | 1/32      | 1/16       | 1/8       | 1/4 | 1/2   | 1        |

Monedele de alamă și de cupru au fost bătute în atelierele monetare din Roma și din Lugdunum. Atelierele locale din Hispania romană și din Galia au continuat să funcționeze la începutul secolului I, îndeosebi la Nemausus, azi Nîmes, dar și-au încheiat, în mod progresiv, activitatea în acest secol.
Fabricarea de semis a încetat sub Hadrian (117-138).

## Semis de aur

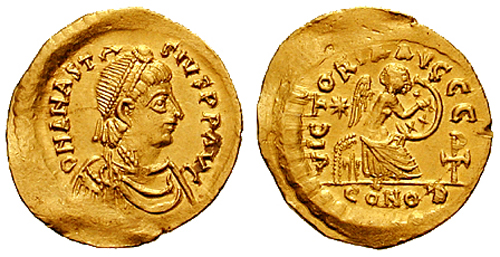
Semissis emis sub împăratul bizantin Anastasiu I. Avers: circular: D N ANASTASIVS P P AVG, bust spre dreapta, diademă pe cap, drapat și cu platoșă; revers: VICTORIA AUGGG Victoria așezată spre dreapta, inscripționând XXXX pe scut; în dreapta cristogramă, iar în exergă CONOB.

Semis, sau semissis sau sèmision în greacă, a reapărut ca jumătate de solidus de aur (sau de nomisma bizantin), între al V-lea și al IX-lea.
Atribuirea eronată de către dicționarul Darembert și Saglio a creării de către împăratul Alexandru Sever a semisului ca înlocuitor al monedei quinarius      sau jumătate de aureus este luată dintr-o lectură necritică a Istoriei Auguste. Pentru istoricii moderni, această indicație greșită este un anacronism.